# 東京通信大学
東京通信大学（とうきょうつうしんだいがく、英語: Tokyo Online University）は、日本の私立大学。東京都新宿区に本部を置く。

## 概要
東京通信大学は、モード学園やHAL、首都医校など複数の専門学校を運営する学校法人日本教育財団により2018年4月に開学したeラーニング方式の通信制大学である。
1コマ60分を4分割し、1回当たり約15分間の動画で映像授業が構成され、それを4回×8コマ視聴して1単位という仕組みで、スマートフォンで動画授業を視聴できるのも特徴である。実際の講義では1コマ60分から80分程度で行われている。各授業において1回以上確認テストないしレポートがあるものの、スクーリングが卒業要件になく、単位認定試験もインターネットで受験できるため、資格取得を目指さない場合は、通学せずに卒業できる。ただし、人間福祉学部で社会福祉士・精神保健福祉士の受験資格を目指す場合、福祉施設において実習を受ける必要がある。
2022年春入学以降の1年次入学で4年間で卒業した場合の学費は、情報マネジメント学部が1,274,000円、人間福祉学部が834,000円となっている。2021年度現在、eラーニング方式の通信制大学である早稲田大学人間科学部eスクールは4年間で4,500,000円ほど、サイバー大学IT総合学部は4年間で2,838,000円ほど、新潟産業大学経済学部通信教育課程(managara)は4年間で1,250,000円ほどであるので、他のeラーニング方式の通信制大学と比べると、安価となっている。

## 沿革
- 2017年 - 設置申請
- 2018年4月 - 開学

## 所在地
- 新宿駅前キャンパス（東京都新宿区、モード学園コクーンタワー内）
- 大阪駅前サテライトキャンパス（大阪府大阪市、大阪モード学園・HAL大阪キャンパス内）
- 名古屋駅前サテライトキャンパス（愛知県名古屋市、モード学園スパイラルタワーズ内）

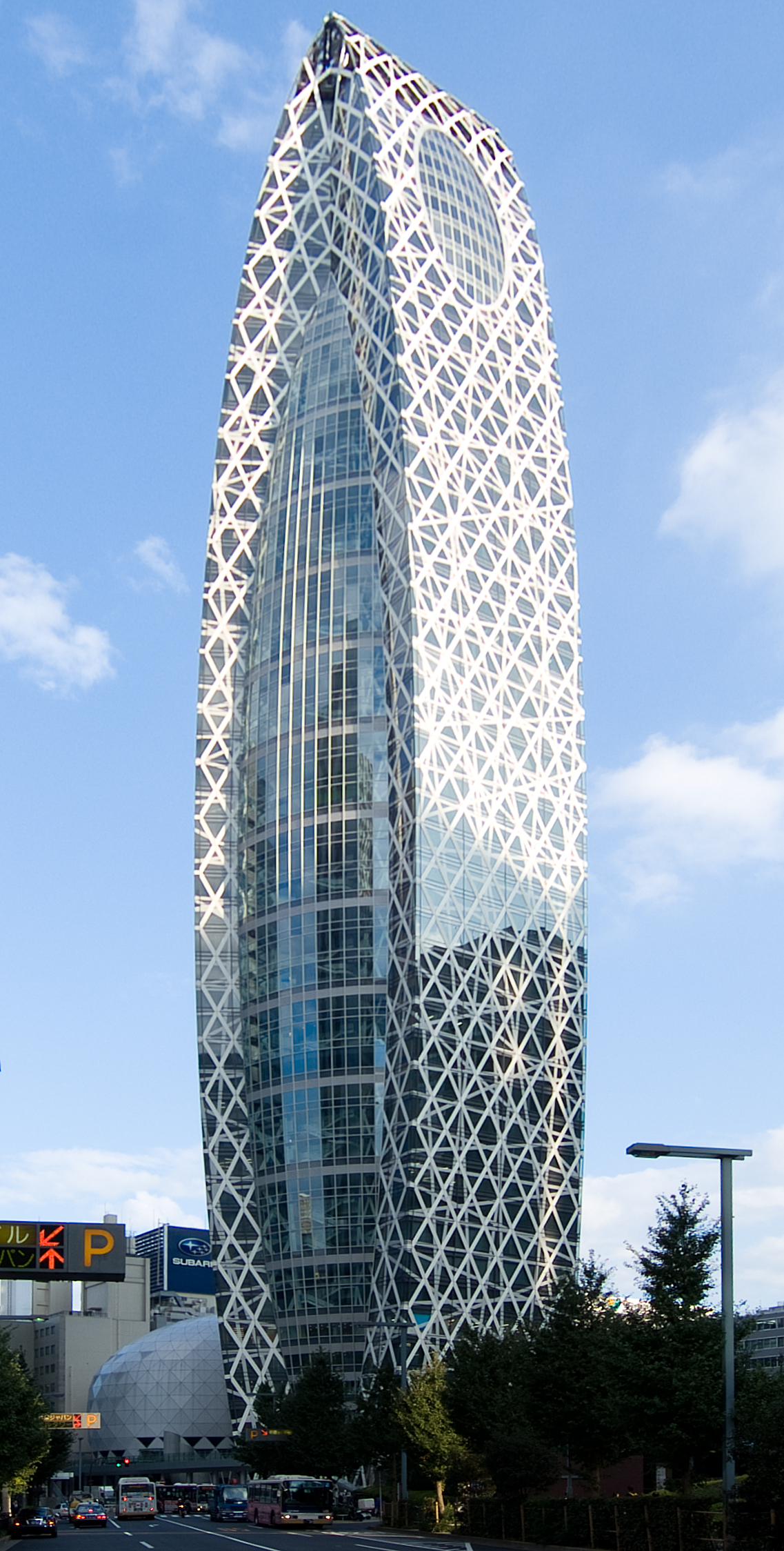
新宿駅前キャンパス
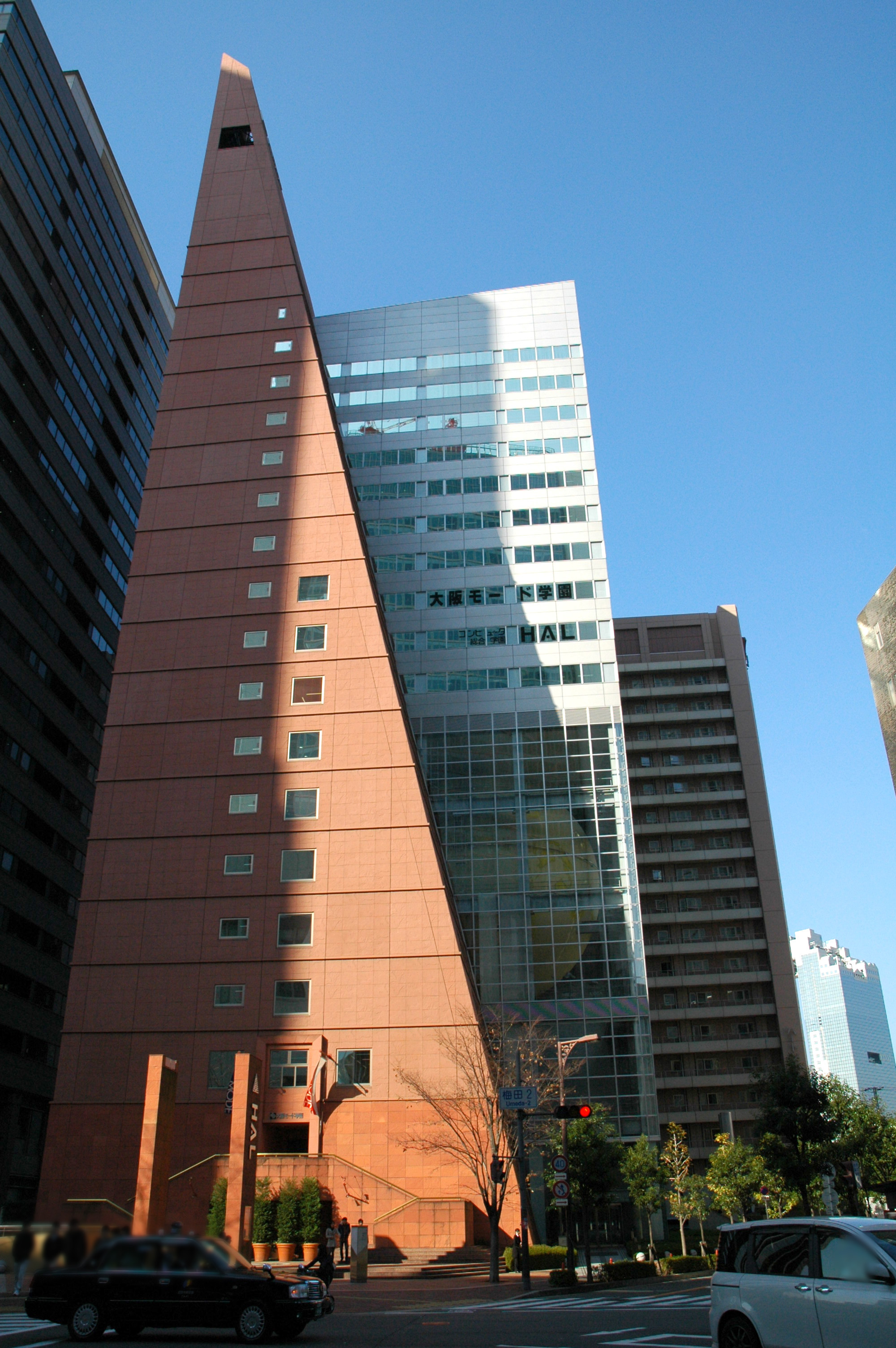
大阪駅前サテライトキャンパス
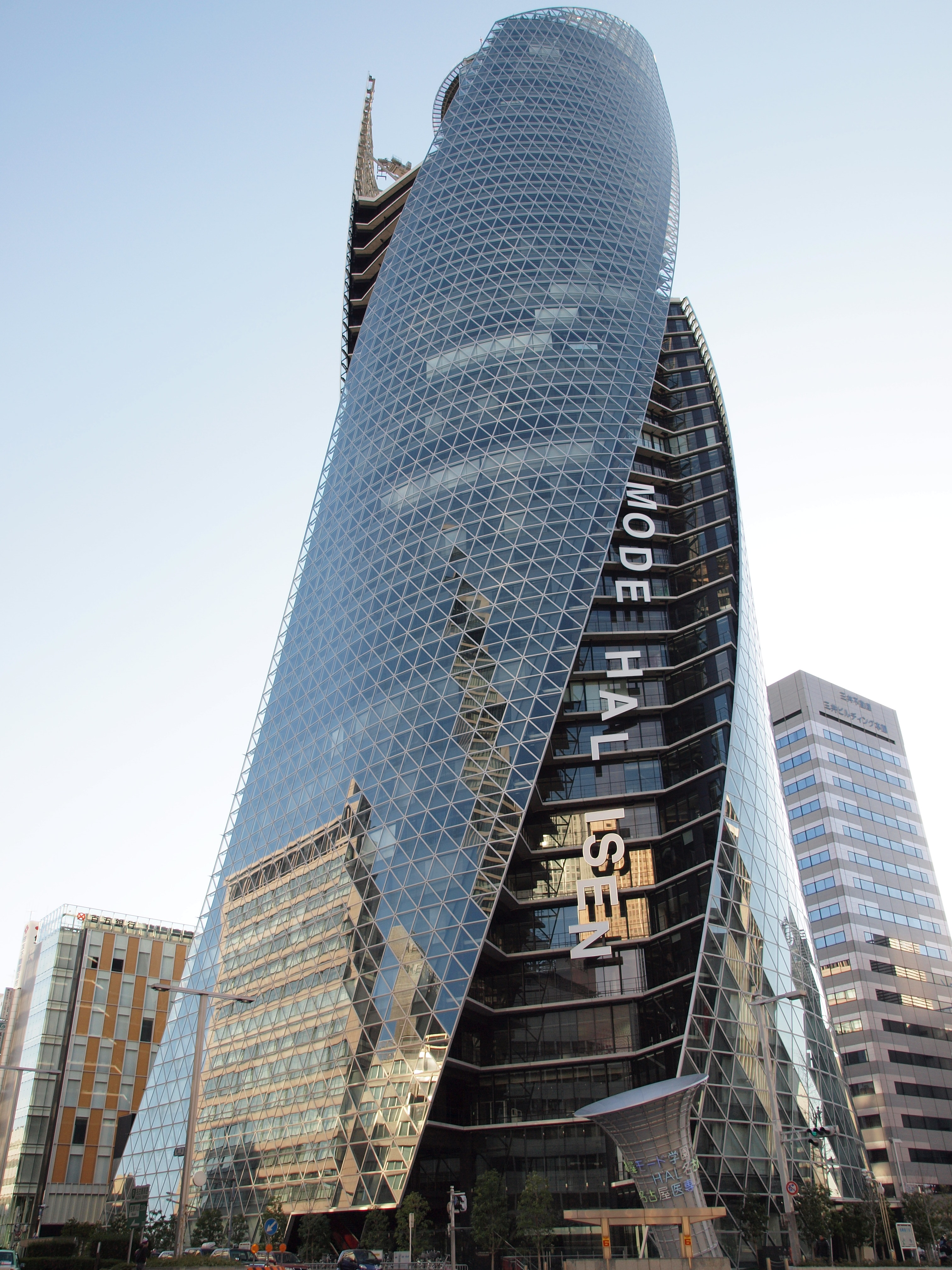
名古屋駅前サテライトキャンパス

## 組織
- 情報マネジメント学部
  - 情報マネジメント学科
    - 1年次入学の定員は400人、2・3年次編入学の定員は200人。
    - 取得できる学位は、学士（情報マネジメント）。
- 人間福祉学部
  - 人間福祉学科
    - 1年次入学の定員は400人、2・3年次編入学の定員は200人。
    - 取得できる学位は、学士（人間福祉）。
    - 厚生労働省より、社会福祉系国家資格である社会福祉士と精神保健福祉士の養成課程の認可を得ており、必要な単位を取得することで国家試験受験資格を得ることができる。

### 大学関係者
- 東京通信大学の人物一覧

## 系列校

### 東京
- 東京モード学園 - 東京都新宿区西新宿1-7-3
- HAL東京 - 東京都新宿区西新宿1-7-3
- 首都医校 - 東京都新宿区西新宿1-7-3

### 大阪
- 大阪モード学園 - 大阪市北区梅田3-3-2
- HAL大阪 - 大阪市北区梅田3-3-1
- 大阪医専 - 大阪市北区大淀中1-10-3

### 名古屋
- 名古屋モード学園 - 名古屋市中村区名駅4-27-1
- HAL名古屋 - 名古屋市中村区名駅4-27-1
- 名古屋医専 - 名古屋市中村区名駅4-27-1

### パリ
- CREAPOLE（クレアポール） - 128, rue de Rivoli 75001 Paris
  - モード学園パリ校、及びHALパリ校が入居